# Handball-Ligasystem in Österreich
Das Ligasystem im österreichischen Handball ist wie folgt gegliedert:

## Männer

### Bundesverband
| Ebene | Spielklasse                                                                                        |
| ----- | -------------------------------------------------------------------------------------------------- |
| 1     | Handball Liga Austria 12 Mannschaften Platz 12: Absteiger                                          |
| 2     | HLA Challenge (Staffel Süd/Ost, Staffel Nord/West) je 10 Mannschaften ↑ 1 Aufsteiger ↓ 1 Absteiger |
| 3     | Regionalliga 9 Mannschaften ↑ 1 Aufsteiger ↓ 1 Absteiger                                           |

### Landesverbände
| Ebene | Spielklasse                                                                                  |
| ----- | -------------------------------------------------------------------------------------------- |
| 4     | Landesliga 3–6 Mannschaften ↑ 1 Aufsteiger überall außer Burgenland, Salzburg und Vorarlberg |
| 5     | 2. Landesliga 5–7 Mannschaften ↑ 1 Aufsteiger nur Wien, Niederösterreich und Steiermark      |

## Frauen

### Bundesverband
| Ebene | Spielklasse                                                             |
| ----- | ----------------------------------------------------------------------- |
| 1     | Women Handball Austria 12 Mannschaften Platz 12: Absteiger              |
| 2     | Handball Bundesliga Frauen 10 Mannschaften ↑ 1 Aufsteiger ↓ 1 Absteiger |
| 3     | Regionalliga 6 Mannschaften ↑ 1 Aufsteiger ↓ 1 Absteiger                |

### Landesverbände
| Ebene | Spielklasse                                                                                   |
| ----- | --------------------------------------------------------------------------------------------- |
| 4     | Landesliga 2–7 Mannschaften ↑ 1 Aufsteiger nur Wien, Niederösterreich, Steiermark und Kärnten |